# Giải của Hiệp hội phê bình phim Los Angeles cho nam diễn viên phụ xuất sắc nhất
Giải của Hiệp hội phê bình phim Los Angeles cho nam diễn viên phụ xuất sắc nhất là một giải của Hiệp hội phê bình phim Los Angeles dành cho nam diễn viên đóng vai phụ trong một phim, được bầu chọn là xuất sắc nhất. Giải này được lập từ năm 1977.

## Các người đoạt giải

### Thập niên 1970
| Năm  | Diễn viên      | Phim                                      | Vai diễn               |
| ---- | -------------- | ----------------------------------------- | ---------------------- |
| 1977 | Jason Robards  | Julia                                     | Dashiell Hammett       |
| 1978 | Robert Morley  | Who is Killing the Great Chefs of Europe? | Max                    |
| 1979 | Melvyn Douglas | Being There                               | Benjamin Turnbull Rand |
| 1979 | Melvyn Douglas | The Seduction of Joe Tynan                | Senator Birney         |

### Thập niên 1980
| Năm  | Diễn viên      | Phim                        | Vai diễn          |
| ---- | -------------- | --------------------------- | ----------------- |
| 1980 | Timothy Hutton | Ordinary People             | Conrad Jarrett    |
| 1981 | John Gielgud   | Arthur                      | Hobson            |
| 1982 | John Lithgow   | The World According to Garp | Roberta Muldoon   |
| 1983 | Jack Nicholson | Terms of Endearment         | Garrett Breedlove |
| 1984 | Adolph Caesar  | A Soldier's Story           | Sergeant Waters   |
| 1985 | John Gielgud   | Plenty                      | Leonard Darwin    |
| 1985 | John Gielgud   | The Shooting Party          | Cornelius Cardew  |
| 1986 | Dennis Hopper  | Blue Velvet                 | Frank Booth       |
| 1986 | Dennis Hopper  | Hoosiers                    | Shooter           |
| 1987 | Morgan Freeman | Street Smart                | Fast Black        |
| 1988 | Alec Guinness  | Little Dorrit               | William Dorrit    |
| 1989 | Danny Aiello   | Do the Right Thing          | Sal               |

### Thập niên 1990
| Năm  | Diễn viên           | Phim                       | Vai diễn            |
| ---- | ------------------- | -------------------------- | ------------------- |
| 1990 | Joe Pesci           | Goodfellas                 | Tommy DeVito        |
| 1991 | Michael Lerner      | Barton Fink                | Jack Lipnick        |
| 1992 | Gene Hackman        | Unforgiven                 | Little Bill Daggett |
| 1993 | Tommy Lee Jones     | The Fugitive               | Samuel Gerard       |
| 1994 | Martin Landau       | Ed Wood                    | Bela Lugosi         |
| 1995 | Don Cheadle         | Devil in a Blue Dress      | Mouse Alexander     |
| 1996 | Edward Norton       | Everyone Says I Love You   | Holden Spence       |
| 1996 | Edward Norton       | The People vs. Larry Flynt | Alan Isaacman       |
| 1996 | Edward Norton       | Primal Fear                | Aaron Stampler      |
| 1997 | Burt Reynolds       | Boogie Nights              | Jack Horner         |
| 1998 | Bill Murray         | Rushmore                   | Herman Blume        |
| 1998 | Billy Bob Thornton  | A Simple Plan              | Jacob Mitchell      |
| 1999 | Christopher Plummer | The Insider                | Mike Wallace        |

### Thập niên 2000
| Năm  | Diễn viên                | Phim                                                         | Vai diễn       |
| ---- | ------------------------ | ------------------------------------------------------------ | -------------- |
| 2000 | Willem Dafoe             | Shadow of the Vampire                                        | Max Schreck    |
| 2001 | Jim Broadbent            | Iris                                                         | John Bayley    |
| 2001 | Jim Broadbent            | Moulin Rouge!                                                | Harold Zidler  |
| 2002 | Chris Cooper             | Adaptation.                                                  | John Laroche   |
| 2003 | Bill Nighy               | còn gọi là                                                   | Louis Gryffoyn |
| 2003 | Bill Nighy               | I Capture the Castle                                         | James Mortmain |
| 2003 | Bill Nighy               | Lawless Heart                                                |                |
| 2003 | Bill Nighy               | Love Actually                                                | Billy Mack     |
| 2004 | Thomas Haden Church      | Sideways                                                     | Jack Lopate    |
| 2005 | William Hurt             | A History of Violence                                        | Richie Cusack  |
| 2006 | Michael Sheen            | The Queen                                                    | Tony Blair     |
| 2007 | Vlad Ivanov              | 4 Months, 3 Weeks and 2 Days (4 luni, 3 săptămâni şi 2 zile) | Mr. Bebe       |
| 2008 | Heath Ledger (truy tặng) | The Dark Knight                                              | The Joker      |